# Criodrilus
Genre
Classification phylogénétique
- Bilatériens
  - Protostomiens
    - Lophotrochozoaires
      - Eutrochozoaires
        - Annélides
          - Oligochètes

Criodrilus, dont le nom commun français serait « Criodrile » est le genre unique de la famille des Criodrilidae. Ces vers sont dits « limicoles » (fouilleurs de vase), mais ils sont parfois trouvés dans des amas denses de bryophytes, entre des feuilles mortes ou entre une écorce décollée et son tronc de bois mort immergé. Ils semblent fuir la lumière ou les milieux sans protection, mais certaines espèces s'aventurent parfois en pleine lumière (sur des substrats durs notamment). 
Ce genre regroupe des vers proches du ver de terre (lombric) mais qui ont un mode de vie aquatique, et dont il n'existe qu'une seule espèce en Europe, Criodrilus lacuum. 

## Découverte et classification des «lombrics aquatiques»
Dans les années 1960, seules trois ou quatre espèces de vers proches du lombric, et aquatiques avaient été décrites, rarement remarquées par le grand public, mais 25 ans plus tard (en 1984) le biologiste italien Pietro Omodeo citait douze espèces de « vers de terre aquatiques » scientifiquement décrites dans les eaux douces européennes) , dans des environnements différents : Deux espèces ne vivent que dans le sapropèle (boue noire fétide et anoxique). Quatre étaient trouvés soit dans le sapropèle, soit dans le gyttja (sédiment plus oxygéné), les autres préférant ce dernier substrat, mais Eisenia spelaea ne semble vivre en Italie vit que dans la litière immergé de ruisseaux de montagne.
Les criodriles ont été un temps placés dans la famille des vers de terre Glossoscolecidae puis Almidae, mais ils sont à l'heure actuelle considérés comme constituant une famille à part entière.

## Caractéristiques
Ces vers sont aquatiques mais peuvent survivre un certain temps hors de l’eau dans l’air humide. Leur peau est plus fine et beaucoup plus translucide que celle des vers de terre. 
Selon M. Bouché comme toutes les espèces limicoles et comme beaucoup d’espèces hygrophiles, ils présentent des organes de copulation spécialisés avec des spermatophores (comme chez les vers du genre Alma, également aquatiques ou hydrophiles), mais pas de branchies, alors que les Almas en ont).

Ils sont caractérisés par l’absence de néphridies (organe excréteur typique des invertébrés) sur les segments antérieurs (cf. Pontodrilus) et par un tube digestif simplifié (sans gésier et sans typhlosole).

À part cela, ils sont très semblables aux « vers de terre » ; comme eux dotés d’un clitellum pluricellulaire, ainsi que d’un système vasculaire complexe, avec des capillaires.
Les pores mâles sont situés derrière les pores femelles.

## Habitats
Comme tous les criodrilidés, ils vivent principalement dans la vase ou la boue ou d'autres types de sédiments riches en matière organique ou dans des sols saturés en eau proximité de lacs ou de cours d'eau (à la manière des Sparganophilus en Amérique du Nord). Certaines de ces espèces survivent dans des environnements hautement pollués (ex : Criodrilus lacuum). On en trouve aussi dans les racines de plantes palustres et dans des eaux courantes propres mais eutrophes (y compris au niveau de cascades ou chutes d’eau très oxygénées, mais alors dans des zones de contre-courant et dans des anfractuosités où ils peuvent se protéger dans les racines de certaines plantes.

## Répartition
Comme les autres lombricidés aquatiques, ils n'ont été trouvés que dans l’hémisphère nord et actuellement seulement connus en Europe et au Japon (avec Criodrilus miyashitai, découvert et décrit en 1937).
Cependant Criodrilus lacuum a été introduit en Amériques (au Nord et au Sud) où on la trouve parfois dans la terre de pots de plantes palustres et de certaines rizières. Des aquariophiles en découvrent parfois dans leurs aquariums, sans doute introduit avec le substrat de plantes aquatiques.

## Pathologies, parasitoses
Ils peuvent être porteurs de larves de trématodes, de cestodes, de nématodes. 

## Liste des espèces
Selon GBIF (25 octobre 2024) :
- Criodrilus aidae Righi, 1994
- Criodrilus lacuum Hoffmeister, 1845 (seul lombric aquatique d'Europe)
- Criodrilus miyashitai Nagase & Nomura, 1937
- Criodrilus venezuelanus Righi & Molina, 1994

## Systématique
Le nom valide complet (avec auteur) de ce taxon est Criodrilus Hoffmeister (d), 1845.
Criodrilus a pour synonyme :
- Criadilus Udekem, 1855